# Llista de videojocs de One Piece
Els videojocs d'One Piece són publicats per les subsidiàries de Namco Bandai Holdings i estan basades en els manga shonen d'Eiichiro Oda i la sèrie d'anime del mateix nom. Els jocs tenen lloc al món de One Piece, i les històries giren entorn de les aventures de Monkey D. Ruffy i els seus Straw Hat Pirates, els protagonistes de la franquícia. Els jocs s'han llançat en totes les varietats o tipus de videoconsoles. Pertanye diversos gèneres, el més comú és el role-playing i més recentment jocs de lluita com els títols Grand Battle!.
Les sèries de videojocs One Piece van debutar al Japó el 19 de juliol del 2000 amb l'estrena de One Piece: Mezase Kaizoku Ou!. De moment, hi ha 27 videojocs sobre la sèrie, sense comptant Battle Stadium D.O.N, títol on One Piece compartix paper amb altres títols relacionats com Dragon Ball Z i Naruto. El segon episodi del joc més recent One Piece: Unlimited Cruise està en producció i se suposa de ser llançat entre els hiverns de 2008/2009. A més, dos títols, encara sense nom, han sigut anunciats per la Nintendo DS i la PlayStation Portable.